# Lienne
De Lienne is een zijrivier van de Amblève die ontspringt op een hoogte van 540 meter nabij Lierneux, provincie Luik. Ze kronkelt zich vrijwel pal noordwaarts een weg door de Ardennen om bij Targnon op een hoogte van 190 meter uit te monden in de Amblève.
Mangaanoxyde (zie afbeelding) uit de Lienne werd via de Amblève en de Maas afgezet in de Geologische wand te As in Belgisch Limburg.

## Debiet
Het gemiddelde debiet van de rivier gemeten tussen 1992 en 2001 te Stoumont bedraagt 2,9 m³ per seconde. Tijdens dezelfde periode bedroeg het:
- gemiddelde maximale debiet 4,4 m³ in 1995.
- gemiddelde minimale debiet 1,6 m³ in 1996.

## Vissen op de Lienne
De Lienne staat vooral bekend voor het vissen op forel en zalm.

## Galerij

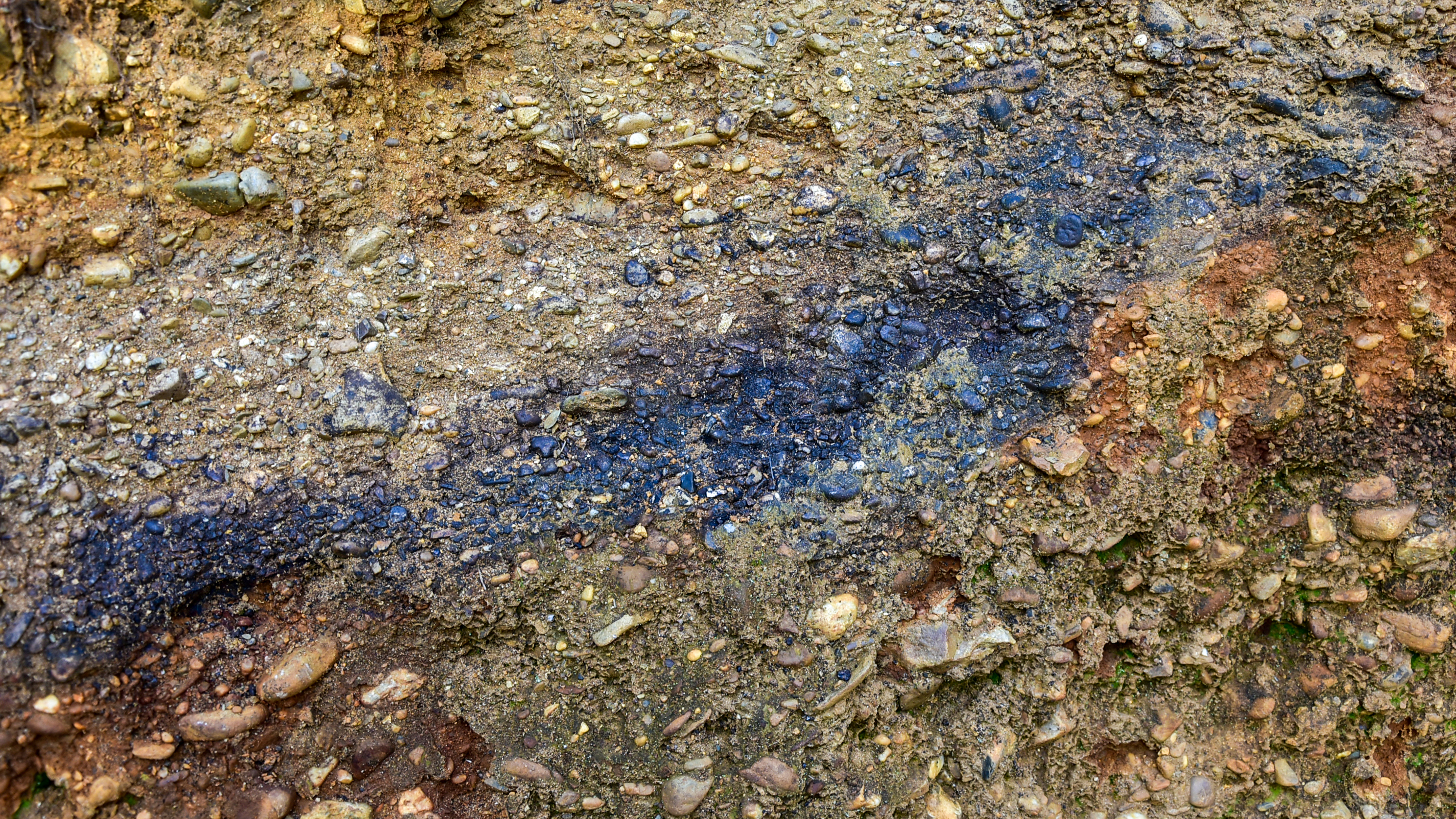
Mangaanoxyde inde Geologische wand te As